# Résidence Palace
Résidence Palace és un conjunt d'edificis de despatxos a Brussel·les, una part data dels anys 1920 i les seves façanes i entrada són un monument protegit. En ple barri europeu, es troba al costat de l'edifici Justus Lipsius, seu del Consell Europeu i en creuar el carrer hi ha els edificis Berlaymont i Carlemany, seu de la Comissió Europea. El nou Bloc A, en construcció era previst per accolir els serveis del Consell Europeu des del 2013 però la inauguració es va ajornar fins a finals de 2016. Al bloc C es troba el Centre de premsa internacional.

## Història
L'edifici data dels anys 1920. Aleshores va ser un concepte urbanístic innovador: crear un conjunt de pisos luxosos, amb una integració de serveis per als llogaters: piscina, teatre amb 516 butaques, botigues, restaurants, gimnàs, bany turc, pista de tennis al teulat etc. Hi havia 180 pisos, de 3 a 20 habitacions. Creat com una ciutat quasi autàrquíca dins la ciutat hauria d'atreure llogaters de la classe superior, el que va reeixir prou bé a l'inici. Durant la Segona Guerra Mundial va ser confiscat per la Wehrmacht per allotjar els oficials. Després de la guerra va ser comprat per l'Estat Belga que va transformar-lo en despatxos, i de mica en mica tot el barri residencial va transformar-se en barri administratiu, el que encara va accelerar-se amb l'arribada de l'administració de la Unió Europea.
Durant els anys 1960 va ser eixamplat i «modernitzat»: elemens decoratius de qualitat, però aleshores passats de moda com les balustrades i la corona del teulat van ser amagades per plaques de fibrociment d'asbest. Per la construcció del metro i de l'estació de Schumana, la seva façana posterior, que no era dissenyada per ser visible, va aparèixer des de la Plaça Schuman. El 1965 va ser amagada per una extensió nova amb façana d'alumini i de vidre en l'espèrit funcionalista d'aquesta època.
Després d'una reforma i adaptació a les noves normes de seguretat, el teatre va ser animat de 1973 a 1975 per André-Albert Lheureux, fundador del Théâtre de l'Esprit Frappeur. Tot i trobar-se en la part dedicada al centre de premsa, el 2002 la piscina i el 2006 el teatre van ser tancades al públic, malgrat un compromís de mantenir-les accessibles. Aquesta privatizació del patrimoni dins d'un conjunt monumental que pertany a l'estat, en nom de la seguretat dels funcionaris europeus suscita molta crítica ciutadana.
L'extensió a la plaça Schuman i el pàrquing subterrani van ser enderrocats per a un edifici nou, encara en construcció,d'una forma més emblemàtica que el funcionalisme quadratic anterior. Per la seva forma, i com l'obra va ser encarregada sota la presidència de Herman Van Rompuy (2009-2014) va rebre el malnom d'«Ou de van Rompuy». Pel retard de l'obra, l'estrena del qual era inicialment prevista el 2013 Van Rompuy mai no hi va estar. L'estrena prevista pel 2013 va ser ajornada per la fi del 2016.
Sota l'edifici es va construir un túnel i una parada de la futura xarxa de rodalies exprès regional, integrada en l'estació del metro Schuman per connectar-la amb l'Aeroport de Brussel·les a Zaventem. El pes de l'edifici antic com de l'edifici nou, per una mena de construcció de pont s'ha de desviar, per conduir les càrregues al costat i no al damunt de l'estació, el que representa una certa proesa d'enginyeria civil. Es connectarà amb l'edifici Justus Lipsius amb un pont per a vianants.
Encara pertany a l'Estat Belga, en acabar-se les obres, la propietat de l'edifici i terrany passaran el Consell Europeu.

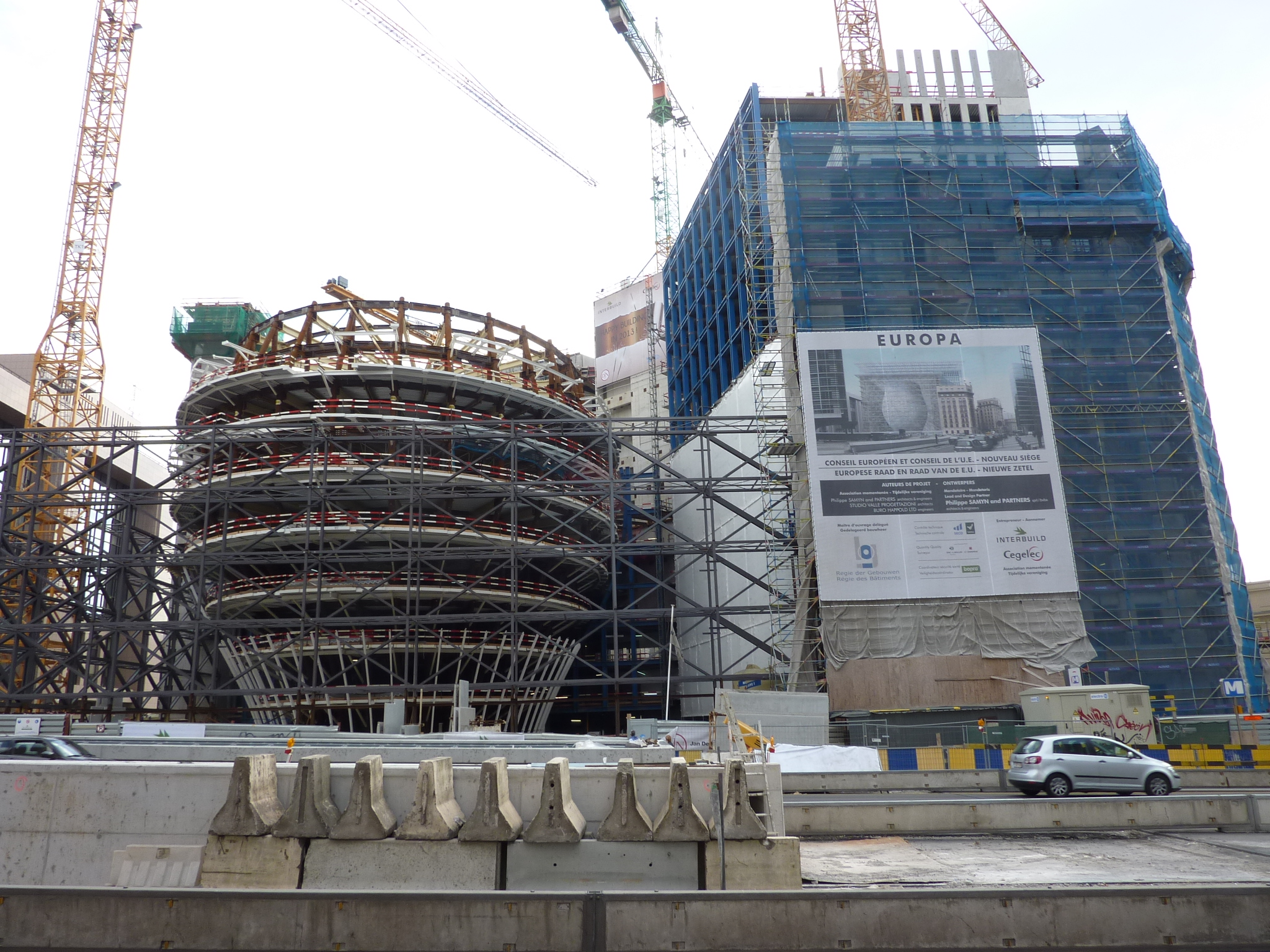
Résidence Palace Blok A, el maig 2013
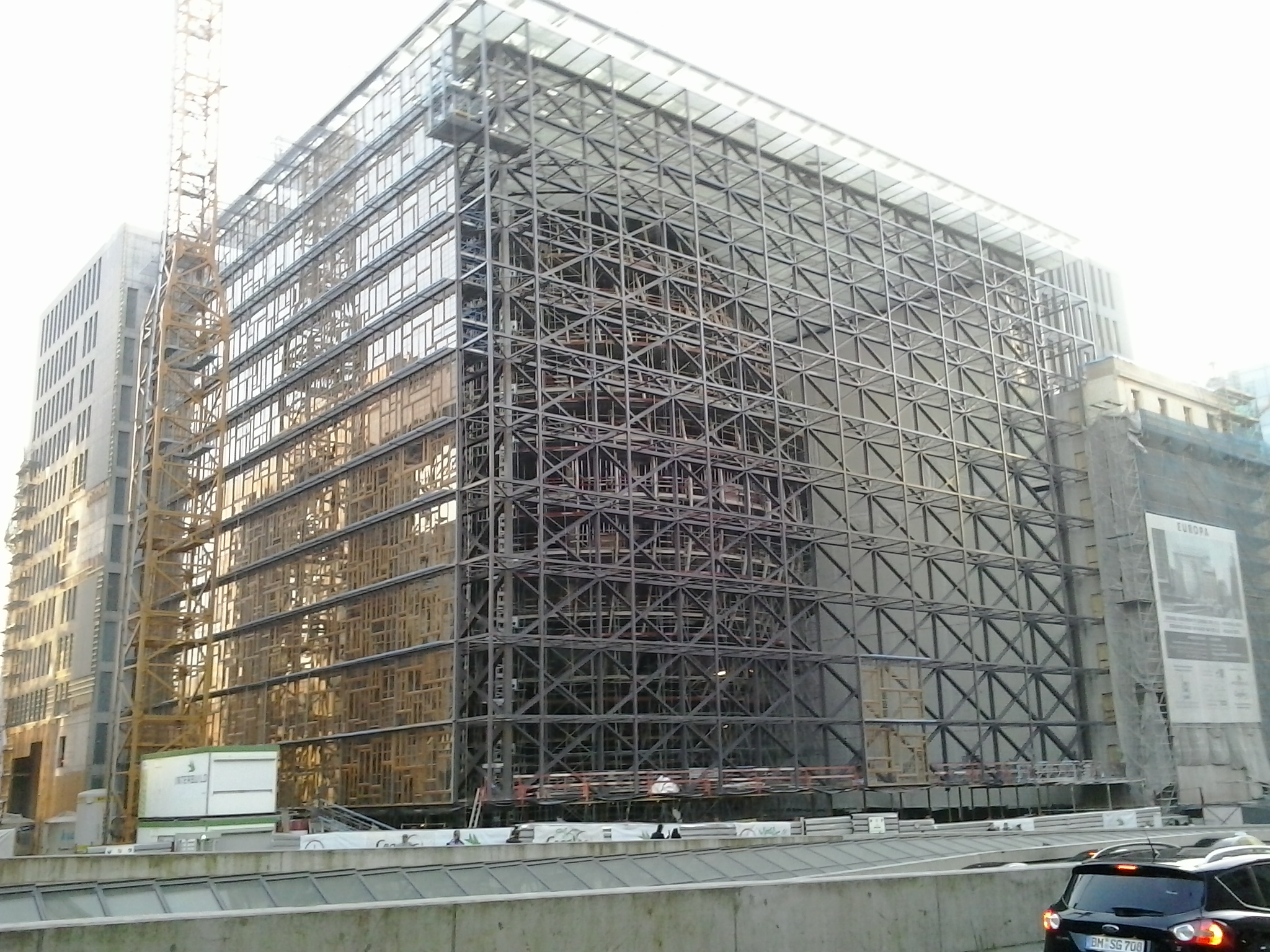
Résidence Palace Blok A, el maig 2014
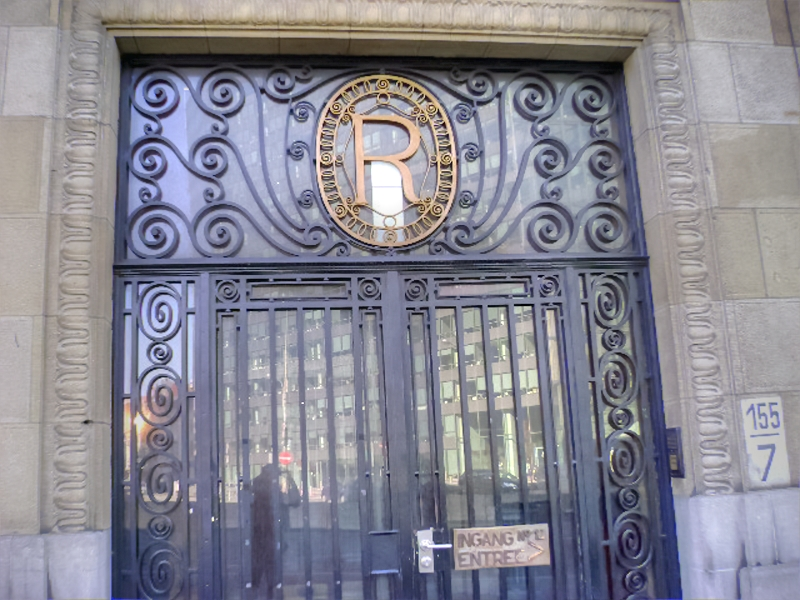
Entrada principal (detall)
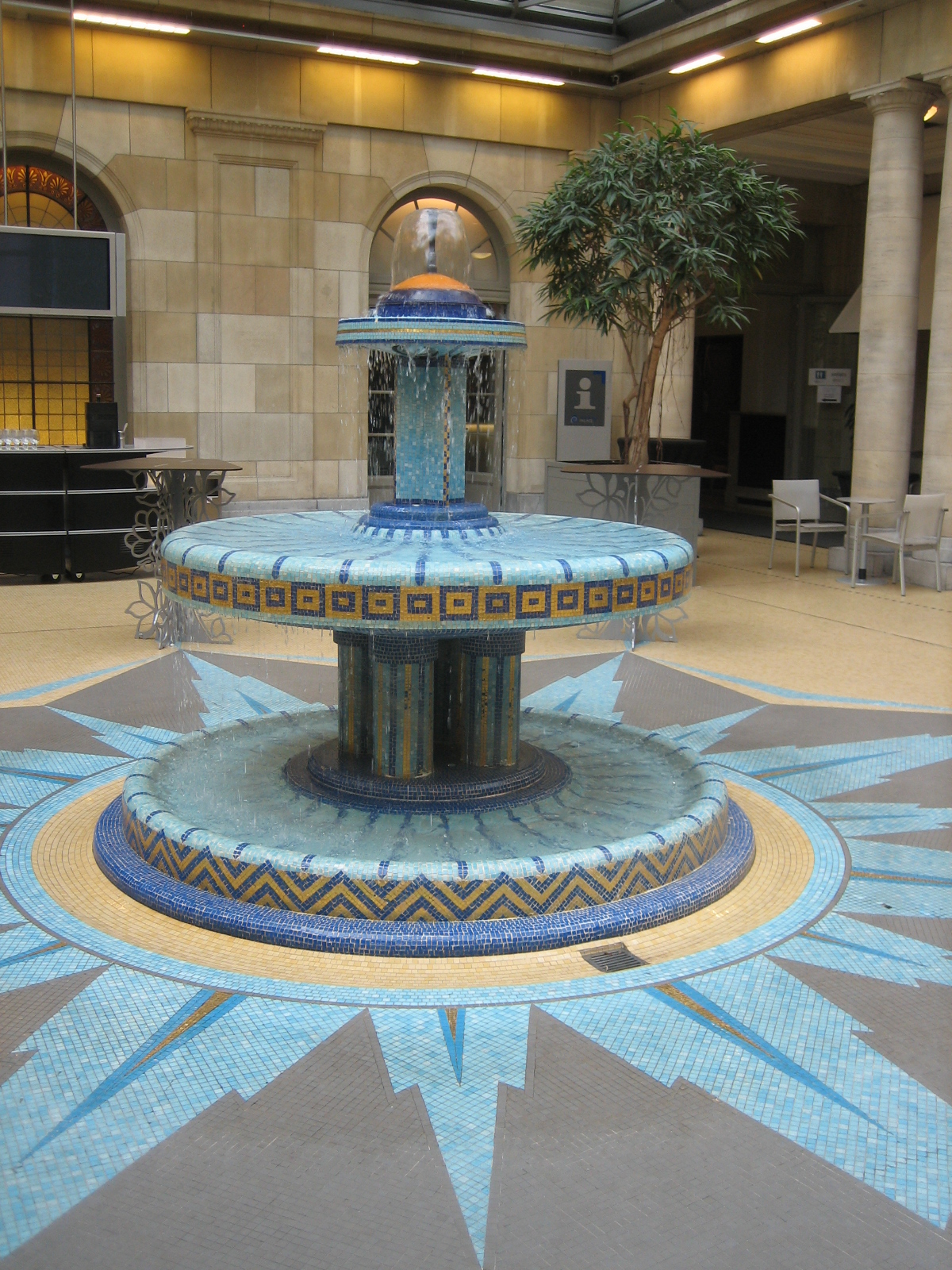
Font al vestíbul